# Cali Challenger 1992
Il Cali Challenger 1992 è stato un torneo di tennis facente parte della categoria ATP Challenger Series nell'ambito dell'ATP Challenger Series 1992. Il torneo si è giocato a Cali in Colombia dal 28 settembre al 4 ottobre 1992 su campi in terra rossa.

## Vincitori

### Singolare
Mauricio Hadad ha battuto in finale  Mario Visconti con il punteggio di 6–1, 6–2

### Doppio
Michael Geserer /  Fabio Silberberg hanno battuto in finale  Daniel Orsanic /  Mario Tabares con il punteggio di 6–4, 6–4